# Joseph Patrick Fitzgerald
Joseph Patrick Fitzgerald OMI (* 7. Januar 1914 in Ballyhahill, County Limerick, Irland; † 16. Februar 1986) war ein irischer römisch-katholischer Ordensgeistlicher und Erzbischof in Südafrika.
Fitzgerald empfing am 25. Mai 1940 das Sakrament der Priesterweihe für die Ordensgemeinschaft der Oblaten der Unbefleckten Jungfrau Maria. Papst Paul VI. ernannte ihn am 6. August 1966 zum Erzbischof von Bloemfontein. Die Bischofsweihe spendete ihn am  18. Oktober desselben Jahres der Erzbischof von Kapstadt, Owen McCann. Mitkonsekratoren waren Denis Eugene Hurley OMI, Erzbischof von Durban, und John Colburn Garner, Erzbischof von Pretoria. Am 24. Januar 1976 ernannte Papst Paul VI. ihn zum Erzbischof von Johannesburg. Die Ernennung zum Erzbischof im seinerzeitigen Bistum Johannesburg, welches erst 2007 zum Erzbistum erhoben wurde, war ein persönlicher Titel (ad personam). Am 2. Juli 1984 nahm Papst Johannes Paul II. seinen Rücktritt an.